# Rudabányácska
Rudabányácska (régebben Bányácska, Szépbánya, szlovákul Baňačka) egykor önálló község, 1981 óta Sátoraljaújhelyhez tartozik. 1995-ben 365 lakosa volt 153 lakóházzal, bennük 157 lakással.

## Fekvése
Az Eperjes–Tokaji-hegység egyik délkeleti irányú völgykatlanában fekszik, a 3718-as út mentén; átlagos tengerszint feletti magassága 140 méter.
Éghajlatát fekvése, észak felé való nyitottsága határozza meg. Vizekben, természetes növényzetben és állatvilágban gazdag területen terül el. 1172 hektáros határának majdnem a fele, 551 hektár erdő, 396 hektár szántó, 124 hektár legelő, 29 hektár művelésből kivont terület; belterülete 59 hektár kiterjedésű. Átfolyik raja a Fehér-patak.

## Története
Neve arra emlékeztet, hogy a 14. század közepétől kezdve aranyat, ezüstöt bányásztak határában; a szláv Ruda névelem is ércbányászatra utal. A bányanyílások vagy annak nyomai a Bányi-hegy oldalában ma is láthatóak. Az itteni bányászat Károly Róbert uralkodása idején kezdődött, virágkora a 14-15. századra tehető. A település ősi magva a bányához közelebb alakulhatott ki. A 14. században olasz bányászokat hozattak. Hunyadi Mátyás idejében német telepesek jöttek.
Az 1700-as évek elején kárpátukrán telepesek érkeztek ide; Fényes Elek 1851-ben orosz-magyar faluként tartja számon. A bánya kimerülése után földművelésre kényszerült a lakosság. 1774-ben az itt élő 38 jobbágy és 7 zsellér család 13 és fél jobbágytelken gazdálkodott, 297 hold szántót és 135 embervágó rétet használt. A legnagyobb birtokos Trautsohn herceg volt 15 jobbággyal. Az 1844. évi telekkönyv szerint a jobbágyok belső telkei 36 holdat, a szántók 485 holdat, a kaszálók 104,a legelők 365 holdat tettek ki; a legnagyobb birtokos Fodor József volt 19 jobbággyal. A szántóföld aránya az irtások következtében nőtt meg a 19. században; az itt élők túlnyomó része a mezőgazdaságban dolgozott (84%), a kis- és törpebirtok volt jellemző. Az első világháború után Fedor Gyula 100 holdon felüli birtokát kiosztották, elsősorban a volt katonák között. A legnagyobb parasztbirtokos 25 kataszteri hold szántóval, 5 kataszteri hold erdővel rendelkezett, 1948 után kuláknak nyilvánították. 1959-ben megalakult az Aranykalász Tsz. amely 1963-ban beolvadt az sátoraljaújhelyi Új Erő Tsz-be.
A lakosság nagyobb része görögkatolikus vallású, istentiszteletük nyelve 1959-ig ószláv volt. Templomuk homlokzati toronnyal, támpilléres, négyboltszakaszos hajóval és félköríves szentéllyel 1774-ben épült, tornya 1888-ból való.
1881-ben a lakosok közül 453 tót, 21 rutén és 19 magyar anyanyelvűnek vallotta magát. 1910-ben 569 tót és 71 magyar anyanyelvűnek. 1940-ben a politikai erők hatására (pl. lakosságcsere) a lakosság 84%-a magyarnak vallotta magát, de emellett a napi érintkezésben még hosszú évtizedekig a tót nyelvet használták, használják. A templom falán elhelyezett emléktábla alapján az első világháborúban 15, a második világháborúban 13 lakos vesztette életét a hazáért. Az itt élők körében élnek még a szlovák hagyományok. Az 1957/58 telén fellobbant tűzvész nagy károkat okozott. Az itt élők ma is beszélik a szlovák-ruszin elemeket magába foglaló kelet-szlovák nyelvet. A mindennapi használatban az idősebb rétegek, ám az idősekkel való beszéd során a fiatalság is használja ősei nyelvét.
Az 1960-as években lendületet kapott iparosodás sokakat vonzott el a városokba, a község lélekszáma fokozatosan csökkent. A kommunális fejlesztés azonban nem maradt el: orvosi rendelő, kultúrház épült, 1959-től rendszeres autóbusz-közlekedés köti össze a falut Újhellyel. 1962-ben bevezették a villanyt, 1977-ben befejezték a Hore-patak szabályozását. 1974-ben újra feltárták a 12. században művelt arany- és ezüstbányát, rendbe hozták a járatokat, s évente néhány alkalommal megnyitják a nagyközönség számára is.